# Ugo Legrand
Ugo Legrand (ur. 22 stycznia 1989 w Rouen) – francuski judoka, brązowy medalista igrzysk olimpijskich, wicemistrz świata, mistrz Europy.
Największym sukcesem zawodnika jest brązowy medal igrzysk w Londynie w kategorii do 73 kg. Ma on na swoim koncie także dwa medale mistrzostw świata: srebro z Rio de Janeiro (2013) i brąz z Paryża (2011). 
W 2008 roku zdobył w Warszawie mistrzostwo Europy juniorów w kategorii wagowej do 66 kg. Rok później w Antalyi, występując w kat. do 73 kg obronił złoty medal. Mistrz Europy seniorów 2012 w Czelabińsku.
Startował w Pucharze Świata w 2014 roku.
Mistrz świata juniorów z 2008 roku z mistrzostw w Bangkoku w kat. do 66 kg.
W roku 2015 oficjalnie zakończył karierę.